# Ikositetragontal
Ikositetragontal är en sorts figurtal som representerar en ikositetragon. Det n:te ikositetragontalet ges av formeln
{\displaystyle {\frac {22n^{2}-20n}{2}}}
De första ikositetragontalen är:
0, 1, 24, 69, 136, 225, 336, 469, 624, 801, 1000, 1221, 1464, 1729, 2016, 2325, 2656, 3009, 3384, 3781, 4200, 4641, 5104, 5589, 6096, 6625, 7176, 7749, 8344, 8961, 9600, 10261, 10944, 11649, 12376, 13125, 13896, 14689, 15504, 16341, … (talföljd A051876 i OEIS)